# Glaucòfits
Els glaucòfits o glaucocistòfits (Glaucophyta) són una divisió d'algues d'aigua dolça. Són algues que es caracteritzen principalment per la presència de cloroplasts que retenen característiques típiques dels cianobacteris i l'absència dels plasts de la resta de les algues i de les plantes.
S'accepta que les plantes verdes (incloent les algues verdes), les algues roges (Rhodophyta) i els glaucòfits van adquirir els seus cloroplasts de cianobacteris endosimbiòtics. Els altres tipus d'algues els reberen per endosimbiosis secundàries, és a dir, endocitant un tipus d'alga que ja disposava de plasts.
Aquestes algues només tenen un nucli (en contrast amb les Rhodophyta, que en poden tenir diversos) i són unicel·lulars i biflagel·lades. Els seus pigments fotosintètics són, a més a més de la clorofil·la a, beta-carotè, zeaxantina i B-criptoxantina.
A més, tenen mitocondris amb crestes planes i realitzen una mitosi oberta sense centriols. Les formes mòbils tenen dos flagels desiguals, que poden tenir pèls fins i estar ancorats per un sistema de diverses capes de microtúbuls, que són similars als que es troben en algunes algues verdes.

## Gèneres principals
- Glaucocystis és immòbil i té una paret de cel·lulosa.
- Cyanophora és mòbil i no té paret cel·lular.
- Gloeochaete té etapes mòbils i immòbils i la seva paret cel·lular no és de cel·lulosa.